# Букин, Сергей Алексеевич
Серге́й Алексе́евич Бу́кин (2 августа 1924 — 15 августа 2010) — советский дипломат. Чрезвычайный и полномочный посол.

## Биография
Член ВКП(б). Участник Великой Отечественной войны. Окончил Московский юридический институт (1950) и Высшую дипломатическую школу МИД СССР. На дипломатической работе с 1951 года.
- В 1951—1952 годах — сотрудник центрального аппарата МИД СССР.
- В 1952—1957 годах — сотрудник Посольства СССР в Канаде.
- В 1957—1959 годах — сотрудник центрального аппарата МИД СССР.
- В 1959—1962 годах — сотрудник Посольства СССР в Канаде.
- В 1962—1966 годах — сотрудник центрального аппарата МИД СССР.
- В 1966—1970 годах — советник Посольства СССР в Канаде.
- В 1970—1979 годах — на ответственной работе в центральном аппарате МИД СССР.
- С 9 июля 1979 года по 3 сентября 1986 года — чрезвычайный и полномочный посол СССР в Уганде[1].

Похоронен в Москве на Химкинском кладбище.